# John Fraser (botaniste)
Pour les articles homonymes, voir Fraser.
John Fraser est un botaniste britannique, né le 14 octobre 1750 à Inverness et mort le 26 avril 1811 à Chelsea.
Drapier à Londres près du jardin botanique de Chelsea, il se lie d’amitié avec William Forsyth qui l’initie à la botanique.
Fraser fait plusieurs voyages dans le nord-est de l'Amérique, à Terre-Neuve et dans les Appalaches, pour y récolter des plantes qu'il envoie dans sa pépinière à Londres et chez quelques clients dont la tsarine Catherine II de Russie, le jardin botanique de Chelsea, William Aiton et James Edward Smith.
Plusieurs espèces qu’il a récoltées lui sont dédiées dont le Abies fraseri (Pursh) Poir. 1817.

## Source
- (en) Cet article est partiellement ou en totalité issu de l’article de Wikipédia en anglais intitulé « John Fraser » (voir la liste des auteurs).